# TT164
| W25 | n&t&f |

| W25 | n&t&f |

. 
TT164 (Theban Tomb 164) è la sigla che identifica una delle Tombe dei Nobili ubicate nell’area della cosiddetta Necropoli Tebana, sulla sponda occidentale del Nilo dinanzi alla città di Luxor, in Egitto. Destinata a sepolture di nobili e funzionari connessi alle case regnanti, specie del Nuovo Regno, l'area venne sfruttata, come necropoli, fin dall'Antico Regno e, successivamente, sino al periodo Saitico (con la XXVI dinastia) e Tolemaico.

## Titolare
TT164 era la tomba di:
| Titolare | Titolo               | Necropoli       | Dinastia/Periodo              | Note               |
| -------- | -------------------- | --------------- | ----------------------------- | ------------------ |
| Antef    | Scriba delle reclute | Dra Abu el-Naga | XVIII dinastia (Thutmosi III) | a nord della TT161 |

## Biografia
Nessuna notizia biografica ricavabile dalle rappresentazioni parietali.

## La tomba
L'accesso a TT164 si apre in un cortile in cui (1 e 2 in planimetria) si trovano due stele con il defunto in adorazione e inni sacri. Una sala trasversale, tipica delle planimetrie a "T" capovolta delle sepolture del periodo, presenta sulle pareti: resti (3-4) di immagini del defunto e della moglie seduti e di figli che portano frutta e animali (non sono ricavabili i nomi, probabilmente nelle parti crollate); sul lato corto una stele (5) con inno a Amon-Ra-Horakhti e testo autobiografico (?). Poco oltre (6) il defunto arpiona un ippopotamo e testi rituali/magici e il defunto che pesca e pratica l'uccellagione.

### Annotazioni
1. ↑  La numerazione dei locali e delle pareti segue quella di Porter e Moss 1927, p. 272.
2. ↑  La prima numerazione delle tombe, dalla numero 1 alla 253, risale al 1913 con l’edizione del "Topographical Catalogue of the Private Tombs of Thebes" di Alan Gardiner e Arthur Weigall. Le tombe erano numerate in ordine di scoperta e non geografico; ugualmente in ordine cronologico di scoperta sono le tombe dalla 253 in poi.
3. ↑  I campi della Duat, ovvero l'aldilà egizio, si trovavano, secondo le credenze, proprio sulla riva occidentale del grande fiume.
4. ↑  Nella sua epoca di utilizzo, l'area era nota come "Quella di fronte al suo Signore" (con riferimento alla riva orientale, dove si trovavano le strutture dei Palazzi di residenza dei re e i templi dei principali dei) o, più semplicemente, "Occidente di Tebe".
5. ↑  le Tombe dei Nobili, benché raggruppate in un'unica area, sono di fatto distribuite su più necropoli distinte.
6. ↑  Le note, sovente di inquadramento topografico della tomba, sono tratte dal "Topographical Catalogue" di Gardiner e Weigall, ed. 1913 e fanno perciò riferimento alla situazione dell'epoca.

### Fonti
1. 1 2 3  Porter e Moss 1927,  p. 276.
2. ↑  Gardiner e Weigall 1913.
3. ↑  Donadoni 1999,  p. 115.
4. ↑  Gardiner e Weigall 1913, pp. 30-31.
5. ↑  Gardiner e Weigall 1913, p. 31.
6. ↑  Porter e Moss 1927,  p. 274.
7. ↑  Inno identico si trova nella TT110.
8. ↑  Porter e Moss 1927,  pp. 276-277.